# Frihets- och rättvisepartiet
Frihets- och rättvisepartiet, FJP (arabiska:  حزب الحرية والعدالة) var ett islamistiskt politiskt parti i Egypten. Partiet bildades efter Egyptiska revolutionen 2011 med starka band till Muslimska brödraskapet.
En egyptisk domstol beslöt 9 augusti 2014 att upplösa FJP. Beslutet var ännu ett steg mot den militärledda regeringens mål att krossa den islamistiska rörelsen i landet. När en domstol förbjöd brödraskapet i september 2013, nämndes inget om det politiska partiet.

## Historia
21 februari 2011 tillkännagav Muslimska brödaskapet att man planerade att bilda ett politiskt parti inför att demokratiska val för första gången skulle hållas i Egypten.. Det officiella bildandet skedde 20 april samma år. Partiet har band till Muslimska brödraskapet, som sedan länge är Egyptens största och mest välorganiserade oppositionsrörelse. Partiet blev det överlägset största i valen till parlamentets underhus som ägde rum vintern 2011/2012.

## Politik
Partiet baserar sin politik på islams lag (sharia), men hävdar själva att de inte är något religiöst parti.  Enligt partiets sekreterare, Saad Katatni vill FJP skapa en "modern och demokratisk stat men med en islamisk referens". Partiet säger sig ta avstånd från salafism som bland annat utövas av partiet Al Nour. De är positivt inställda till kapitalistisk marknadsekonomi. Kritiker har uttryckt oro över att en valseger för partiet skulle kunna påverka situationen för landets kvinnor samt för den kristna koptiska minoriteten i negativ riktning.